# Lisova (métro de Kiev)
Lisova  (ukrainien : Лісова) est une station, terminus est, de la ligne Svyatochins'ko-Brovars'ka (M1) du métro de Kiev. Elle est située, sur la rive gauche du Dniepr, dans le raïon de Desna de la ville de Kiev en Ukraine.
Mise en service en 1979, elle est desservie par les rames de la ligne M1. Le service est arrêté ou perturbé depuis l'invasion de l'Ukraine par la Russie en 2022.

## Situation sur le réseau
Établie en surface, la station Lisova, est la station terminus est de la Ligne Svyatochins'ko-Brovars'ka (M1) du métro de Kiev. Elle est située avant la station Tchernihivska, en direction du terminus ouest Akademmistetchko.
Elle dispose d'un quai central encadré par les deux voies de la ligne.

## Histoire
La station Lisova est mise en service le 5 décembre 1979, lors de l'ouverture à l'exploitation de la section depuis Tchernihivska. La station est due aux architectes : ET. Maslenkov, T. Tselikovskaya, A. Krushinsky, N. Chuprina et aux artistes ET. Levitskaya, Yu. Kislichenko, A. Sharai.

## Services aux voyageurs

### Desserte
Lisova est desservie par les rames de la ligne M1.

Installations et desserte
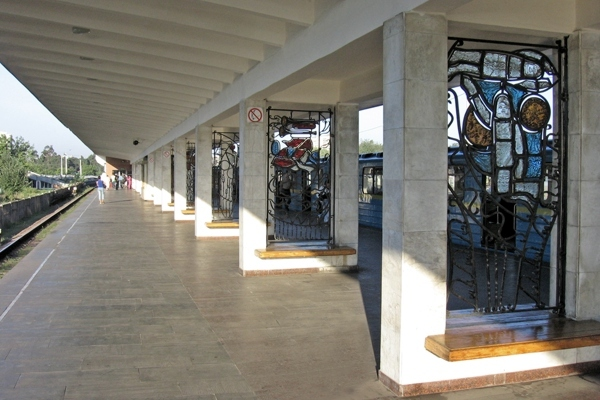
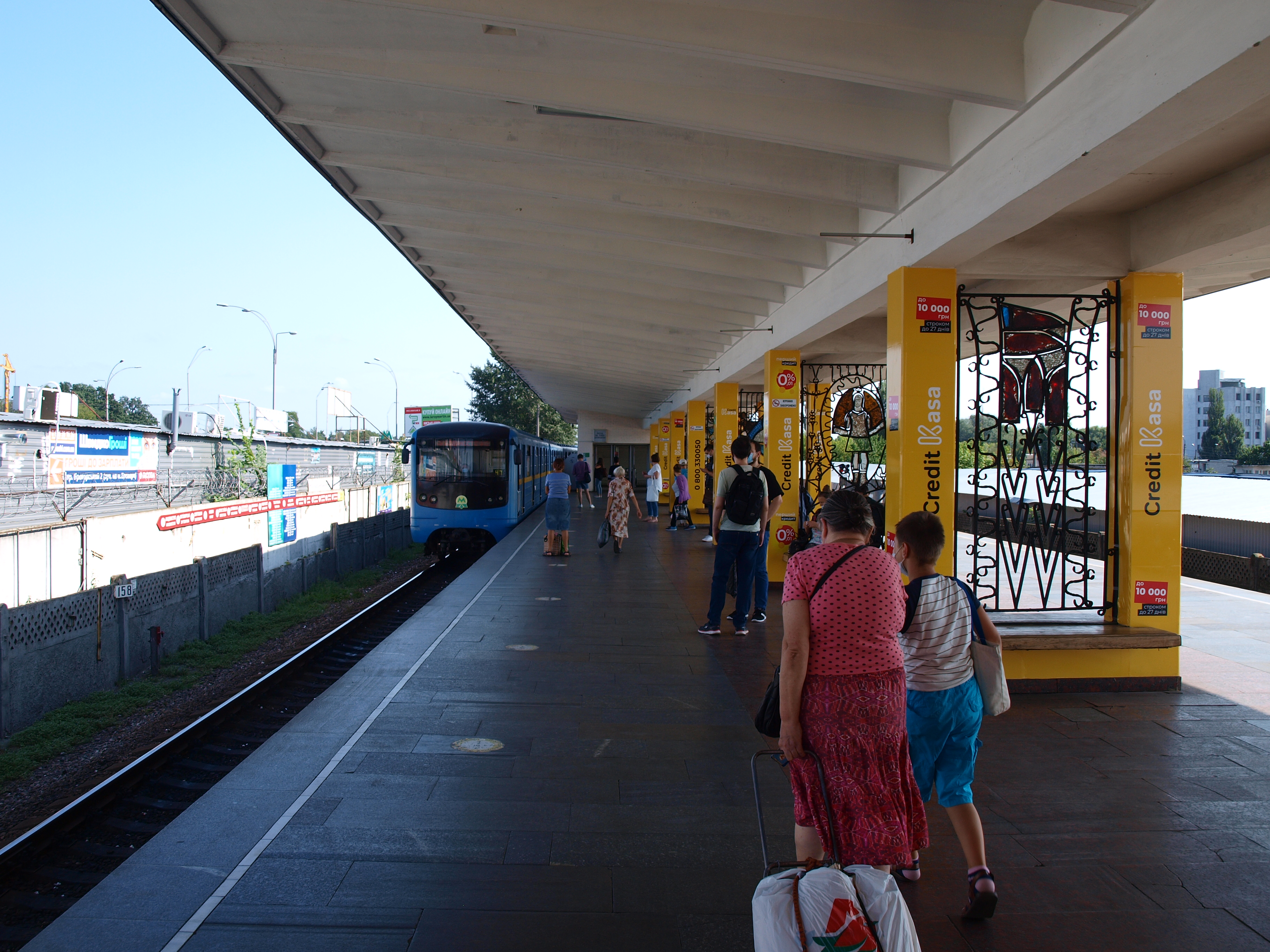